# Дузь, Иван Филиппович
Иван Филиппович Дузь (18 марта 1921 — 15 сентября 1997, Санкт-Петербург) — советский военнослужащий, участник Великой Отечественной войны, полный кавалер ордена Славы, воздушный стрелок 74-го гвардейского штурмового авиационного полка (1-я гвардейская штурмовая авиационная Сталинградская ордена Ленина Краснознамённая орденов Суворова 2-й степени и Кутузова 2-й степени дивизия, 1-я воздушная армия, 3-й Белорусский фронт), гвардии старшина — на момент представления к награждению орденом Славы 1-й степени.

## Биография
Родился 18 марта 1921 года в селе Смирново ныне Куйбышевского района Запорожской области Украины в крестьянской семье. Украинец. Член ВКП(б)/КПСС с 1944 года.
После окончания средней школы работал инспектором Госстраха. В рядах Красной Армии с 1940 года.
В действующей армии с июня 1941 года. Принимал участие в боевых действиях на Воронежском, Сталинградском, Юго-Западном, Южном, 2-м и 4-м Украинском и 3-м Белорусском фронтах. В воздушных боях был дважды тяжело ранен.
26 июня 1944 года группа из шести Ил-2 при заходе на цель была атакована восемью истребителями противника. Гвардии старшина И. Ф. Дузь отразил две атаки от своего самолёта и одну атаку от рядом идущего самолёта.
30 июля 1944 года группа из шести Ил-2 штурмовала скопление автомашин и живой силы противника в районе города Шилуте (Литва). В результате удара было уничтожено до 10 автомашин и 50 солдат и офицеров противника. За мужество и отвагу, проявленные при отражении атак истребителей противника, за совершение 27-ми успешных боевых вылетов был представлен к награждению орденом Красного Знамени.
Приказом по войскам 1-й Воздушной армии от 27 августа 1944 года № 053/н гвардии старшина Дузь Иван Филиппович награждён орденом Славы 3-й степени (№ 125188).
9 октября 1944 года при выполнении боевого задания по уничтожению переправ через реку Неман группа Ил-2 была атакована шестью Мессершмитт Bf.109. Двум первым атакам подвергся самолёт гвардии старшины И. Ф. Дузя. Всего в этом бою отбил шесть атак противника, дав возможность лётчику отлично выполнить задание.
16 октября 1944 года вылетел в группе шести Ил-2 на штурмовку позиций противника. Группа сожгла восемь автомашин, транспортер и уничтожила более 40 солдат и офицеров.
18 октября 1944 года шесть Ил-2 при заходе на цель была атакована двумя Мессершмитт Bf.109. Благодаря смелым и решительным действиям воздушных стрелков все атаки вражеских истребителей были отбиты. Группа уничтожила батарею зенитной артиллерии и подавила огонь двух батарей полевой артиллерии.
За мужество и отвагу, проявленные в воздушных боях при освобождении Белоруссии и Литвы и при прорыве линии вражеской обороны на границе Восточной Пруссии и за совершённые 20 успешных боевых вылетов, был представлен к награждению орденом Красного Знамени.
Приказом по войскам 1-й Воздушной армии от 6 ноября 1944 года № 076/н гвардии старшина Дузь Иван Филиппович награждён орденом Славы 2-й степени (№ 2835).
В январе 1945 года отличился в воздушных боях в Восточной Пруссии. За мужество и отвагу, проявленные в воздушных боях, и подавление наземных целей был представлен к ордену Красного Знамени. Приказом командующего воздушной армии награждён Орденом Отечественной войны 2 степени.
За совершение 20 успешных вылета, как флагманский воздушный стрелок, 2 апреля 1945 года награждён орденом Красного Знамени.
8 апреля 1945 года вместе с другими самолётами прикрывал с воздуха наступление наших войск под городом Кёнигсберг (ныне Калининград). Группа подавила два зенитных орудия противника. В этот же день в составе группы гвардии старшина И. Ф. Дузь участвовал в налёте на аэродром, расположенный на косе Фрише-Нерунг(ныне Балтийская коса). В ходе штурмовки группа сожгла пять вражеских самолётов, склад с боеприпасами, подавила четыре батареи зенитной артиллерии, повредила взлётную полосу и уничтожила много живой силы противника.
Почти всю Великую Отечественную войну летал с лётчиком-штурмовиком К. В. Макаровым (Герой Советского Союза с 23 февраля 1945 года). Всего вместе совершили свыше 130 боевых вылетов, провели 18 воздушных боёв с истребителями противника.
Указом Президиума Верховного Совета СССР от 15 мая 1946 года за мужество, отвагу и героизм, проявленные на фронте борьбы с немецко-фашистскими захватчиками гвардии старшина Дузь Иван Филиппович награждён орденом Славы 1-й степени (№ 1345). Стал полным кавалером ордена Славы.
В 1946 году гвардии лейтенант И. Ф. Дузь был демобилизован. Жил в Ставрополе. Затем в городе Черкесск Карачаево-Черкессии (ныне Республика Карачаево-Черкессия Россия). Работал управляющим домами, директором совхоза, заместителем генерального директора объединения «Овощепромхоз». Позже переехал в Ленинград (ныне Санкт-Петербург).
Умер 15 сентября 1997 года. Похоронен на кладбище города Колпино (муниципальное образование в составе Колпинского района города федерального значения Санкт-Петербурга).

## Награды
- Орден Красного Знамени (2.04.1945)[9]
- Орден Отечественной войны I степени (26.11.1985)[10]
- Орден Отечественной войны II степени (29.01.1945)[11]
- Орден Красной Звезды (22.12.1943)[12]
- Полный кавалер ордена Славы:
  - орден Славы I степени (15.05.1946)[13];
  - орден Славы II степени (6.11.1944)[14];
  - орден Славы III степени (27.08.1944)[15];
- медали, в том числе:

- - «За оборону Сталинграда» (1.05.1944)[16];
  - «В ознаменование 100-летия со дня рождения Владимира Ильича Ленина» (6 апреля 1970)
  - «За победу над Германией в Великой Отечественной войне 1941—1945 гг.» (9 мая 1945[17])[16];
  - «За взятие Кёнигсберга» (9.06.1945)[18];
  - «За освобождение Варшавы» (9.06.1945);
  - «20 лет Победы в Великой Отечественной войне 1941—1945 гг.» (7 мая 1965[19])
  - «30 лет Победы в Великой Отечественной войне 1941—1945 гг.»[20]
  - 40 лет Победы в Великой Отечественной войне 1941—1945 гг.[21]
  - «30 лет Советской Армии и Флота»[22]
  - «40 лет Вооружённых Сил СССР»[23]
  - «50 лет Вооружённых Сил СССР» (26 декабря 1967[24])

- Знак «25 лет победы в Великой Отечественной войне» (1970)

## Память
- На могиле установлен надгробный памятник
- Его имя увековечено в Главном Храме Вооружённых сил России, и навсегда запечатлено на мемориале «Дорога памяти»[25].